# Ку... (мультфільм)
«Ку…» — український анімаційний фільм 2001 року студії Укранімафільм, режисери — Марина Медвідь і Сергій Міндлін.

## Сюжет
У старому забутому всіма місці жив колись злий та підступний Кощій Безсмертний. Серед сірих туманів і зловісного завивання невідомих звірів він волочить свої дні. Вже не стало чарівного кота, який пісні заводив і читав вірші, загинула русалонька, як і безліч інших казкових персонажів. Залишився тільки він, жалюгідний старець…

## Над фільмом працювали
- Автори сценарію: Сергій Міндлін, Марина Медвідь;
- Режисери: Марина Медвідь, Сергій Міндлін;
- Художники-постановники: Сергій Міндлін, Марина Медвідь;
- Композитор: Ігор Мамушев;
- Звукооператор: Вадим Пашкевич;
- Аніматор: Марина Медвідь;
- Флеш-аніматори: О. Медвідь, Сергій Міндлін, Марина Медвідь;
- Асистенти режисера: Віктор Радкевич, О. Медвідь, Марина Ольшевська;
- Особлива подяка за створення спецефектів: О. Тищенко, Віктор Радкевич;
- Редактор: Світлана Куценко;
- Директор знімальної групи: В'ячеслав Кілінський.

### Фільм озвучив:
- Юрій Коваленко.